# 伊朗文化

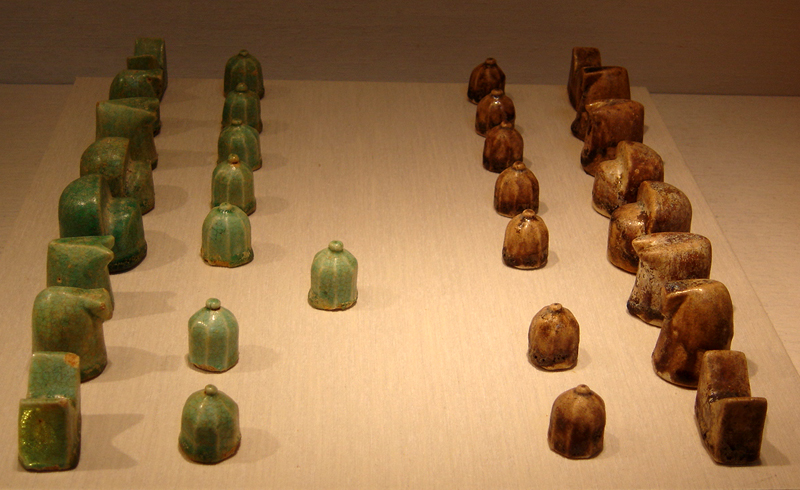
12世纪的波斯象棋

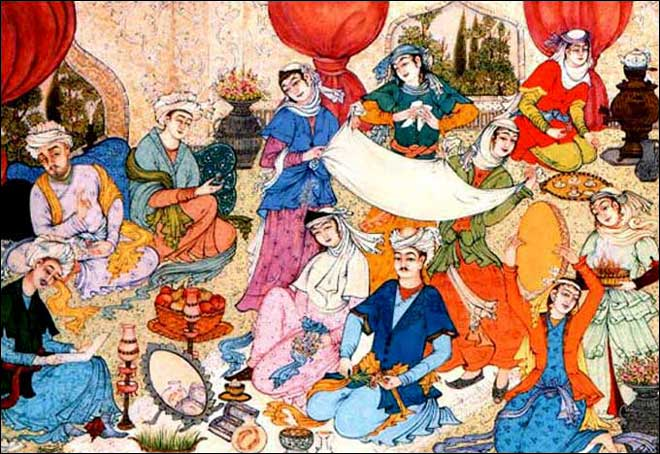
伊朗傳統婚禮圖

伊朗文化历史悠久，是西亞和中亞地区重要的文化，和其他文化有多种联系。

## 艺术
伊朗的艺术经过了几次演变，古代的审美观念可以从阿契美尼德王朝时期波斯波利斯的考古发现中看到，到了伊斯兰教统治时期，审美观念有很大的变化，每一个王朝都有自己的特点，卡扎尔王朝是古代波斯文化的最后阶段，然后艺术进入了现代，现代主义被引进并影响了伊朗的艺术圈。

### 语言和文学
波斯语属于伊朗语支，在伊朗一直使用了2500年，特别适合写诗歌。歌德、爱默生等大作家都受到过波斯文学的影响，波斯语方言分布很广，最主要的有塔吉克斯坦的官方语言塔吉克语和阿富汗的官方语言达利语。
现代伊朗的文学受到古典波斯诗歌的影响，但同时也反映现代伊朗的生活，现代伊朗著名的作家有胡香·莫拉迪-克尔曼尼和诗人阿马迪·夏穆鲁等
。

### 电影
在过去的25年内，伊朗电影有300余部获得过国际奖项，最著名的导演是阿巴斯·奇亞羅斯塔米（عباس کیارستمی）。

### 音乐
波斯音乐从萨珊王朝时期的宫廷乐师巴巴都时代就非常有名，传统一直延续到现在。

### 建筑
古代波斯建筑风格一直影响从印度北部到非洲桑给巴尔的出广大地区，一般用黏土做建筑材料，大型建筑用石材和砖，伊朗建筑的基本特点包括：
- 内向性（درون‌گرایی）
- 结构复杂（نیارش）
- 同类均衡（پیمون）
- 拟人性（مردم‌واری）
- 对称和不对称（جفت و پادجفت）
- 最小消耗（پرهیز از بیهودگی）

#### 传统茶馆
在伊朗各地有不计其数的传统茶馆（chai khaneh），每个省的茶馆都有起与众不同的特点，但其共同的特点是每个茶馆的茶（chai）都很浓，都供应水烟（ghaluyn）和煮蚕豆（baqleh），有盐和醋，同时供应各种小吃、糕点。有的茶馆还供应正餐，像羊肉串等烧烤或当地特色食品。

### 园林
伊朗的园艺概念是建造人间天堂，西方语言中的“花园”一词就是源自波斯语，在伊朗的建筑中、古迹中和绘画中随处可见点缀的花园。

### 烹饪
现在伊朗有各种传统食品，主食一般为大米或面粉，羊肉抓饭、烤羊肉串，面包、葡萄叶包饭等，现在各种西方快餐如披萨、汉堡、炸鸡等也进入到伊朗。

### 舞蹈

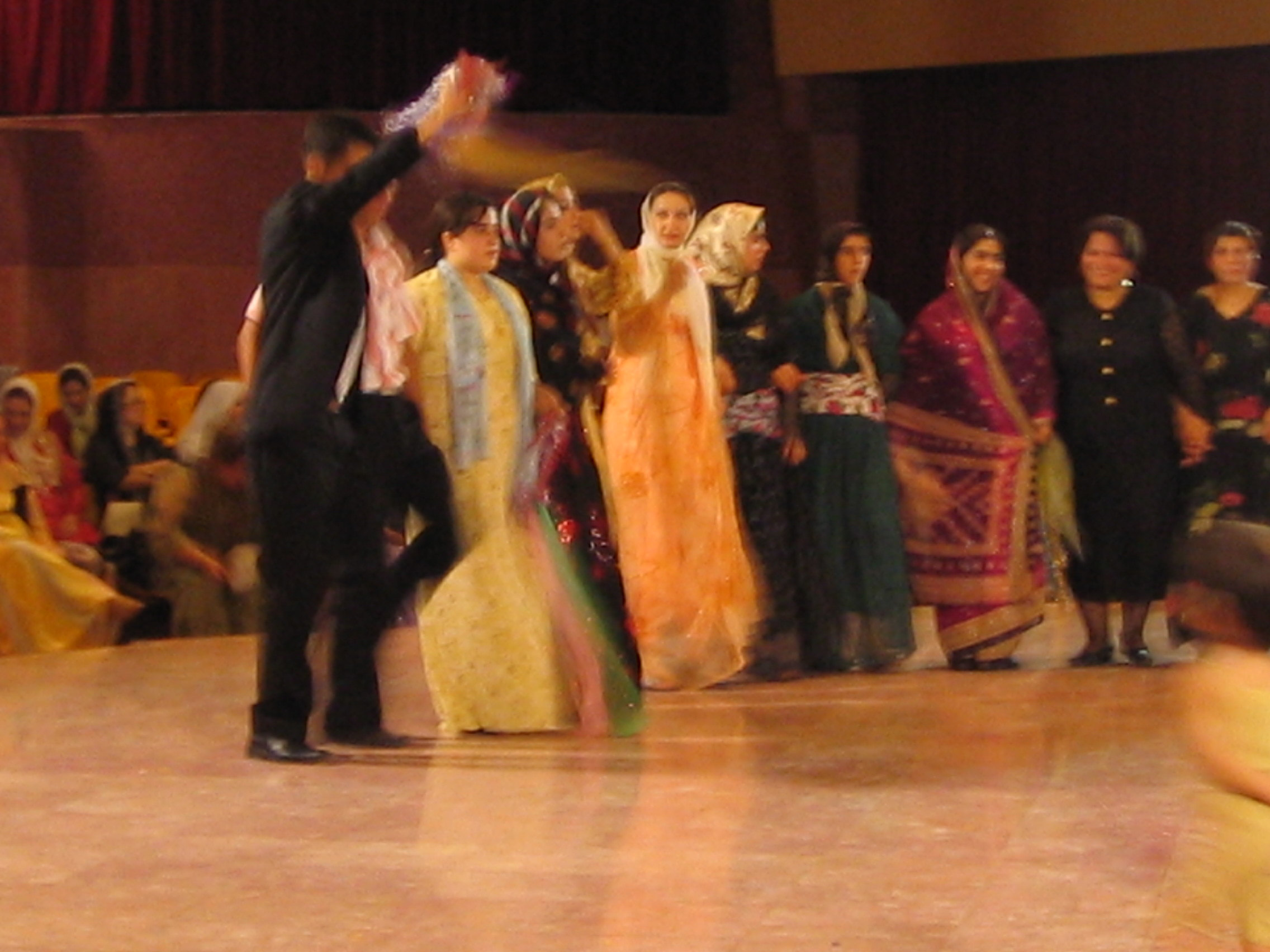
萨南达季城中库尔德人的婚礼舞蹈

伊朗传统舞蹈重视手、躯干的动作和面部表情，但和阿拉伯舞蹈的区别是很少有臀部的扭动，也吸收了印度北方的舞蹈动作，常用波斯鼓伴奏。

### 醫學
伊朗醫學擁有相當悠久的歷史。

## 宗教
几种世界重要的宗教如琐罗亚斯德教、摩尼教、巴哈教、马兹达教等都是起源于伊朗，目前伊朗人主要信仰伊斯兰教，大部分人属于什叶派穆斯林，也有属于逊尼派的。

## 体育

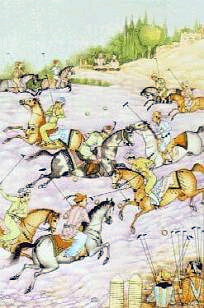
起源于古代波斯的马球

- 马球起源于古代波斯，以前一直是伊朗上层人士的运动，1979年革命后只在乡村流行，现在又逐渐流行，2006年3月的马球比赛也被电视转播。
- 伊朗的英雄体育。

- 男子足球及室内足球乃全国最受欢迎及瞩目的运动，伊朗足球为最早崛起的西亚国家，伊朗国家足球队60年代末至70年代更是亚洲首屈一指，68-76年亚足联亚洲杯连续三届卫冕夺冠，78年更首次打入世界杯决赛周，只是80年代两伊战争才发展滞后，到90年代重新复苏，并于98年重返世界杯，至今仍在亚洲球队排前列位置。亞足聯五人制足球亞洲盃夺冠次数更是亚洲第一。

- 此外，伊朗男子篮球和排球成绩也不俗，尤其排球成绩在亚洲首屈一指。

伊朗在大型国际综合运动会的成绩：
夏季奥运会：15金20银25铜 60枚奖牌(亚洲第5，世界前40）
亚运会：138金143银157铜 438枚奖牌（亚洲第4）
世界运动会：1铜 1枚奖牌（亚洲第17，世界第76）
夏季大运会：12金19银15铜 46枚奖牌（亚洲第6）
夏季青年奥运会：2金2银1铜 5枚奖牌（亚洲第6，世界第26）
亚洲室内运动会：24金24银24铜 72枚奖牌（亚洲第6）
亚冬会：1银2铜 3枚奖牌（亚洲第9）
世界武搏运动会：3金4银2铜 9枚奖牌（亚洲第4，世界第9）
亚洲沙滩运动会：2金2铜 4枚奖牌（亚洲第19）
亚洲武艺运动会：未参加，无牌
亚洲青年运动会：1金3银2铜 6枚奖牌（亚洲第11）

## 妇女
《一千零一夜》的故事源自古代波斯，其女主人公莎赫扎德是波斯人。

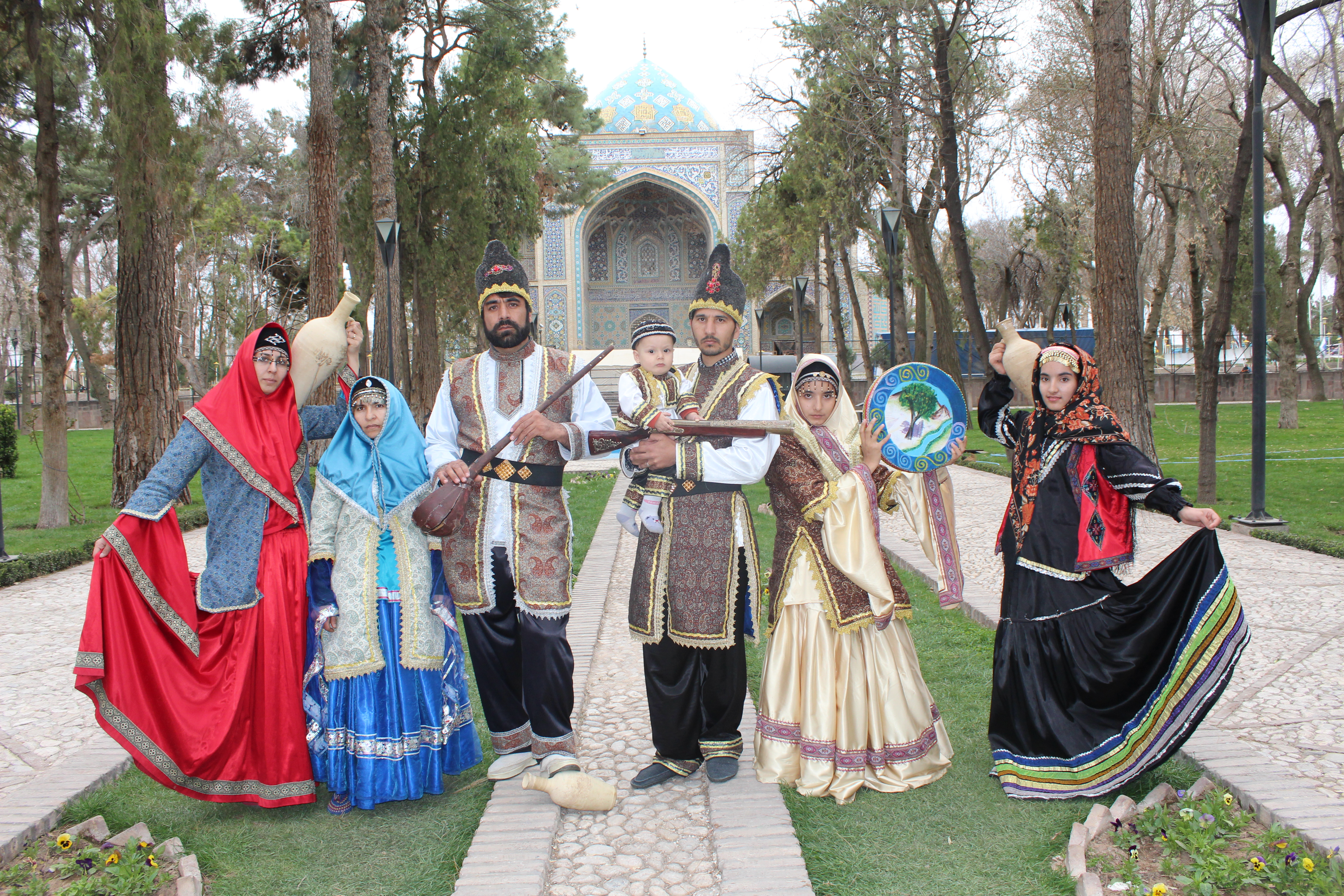
著傳統服飾的現代伊朗人

## 节日
除了伊斯兰教的节日以外，伊朗人还过阳历（即以伊朗历为基准的）节日，如：
- 火节 （Sadeh|Jashn-e-Sadeh 1月28或29日）
- 伊朗历新年（Norouz，春分日，3月21日）
- 自然节 （Sizdah 新年后第十三日，4月3日）
- 雨水节 （Tirgan|Jashn-e-Tirgan 7月1日）
- 秋节 （Mehregan|Jashn-e-Mehregan  10月2日）
- 冬节 （Shab-e-Yalda  冬至日，12月21日）
- 光明节 （Charshanbeh Suri 一年最后的星期三夜晚）

## 古代波斯的传统文化遗产

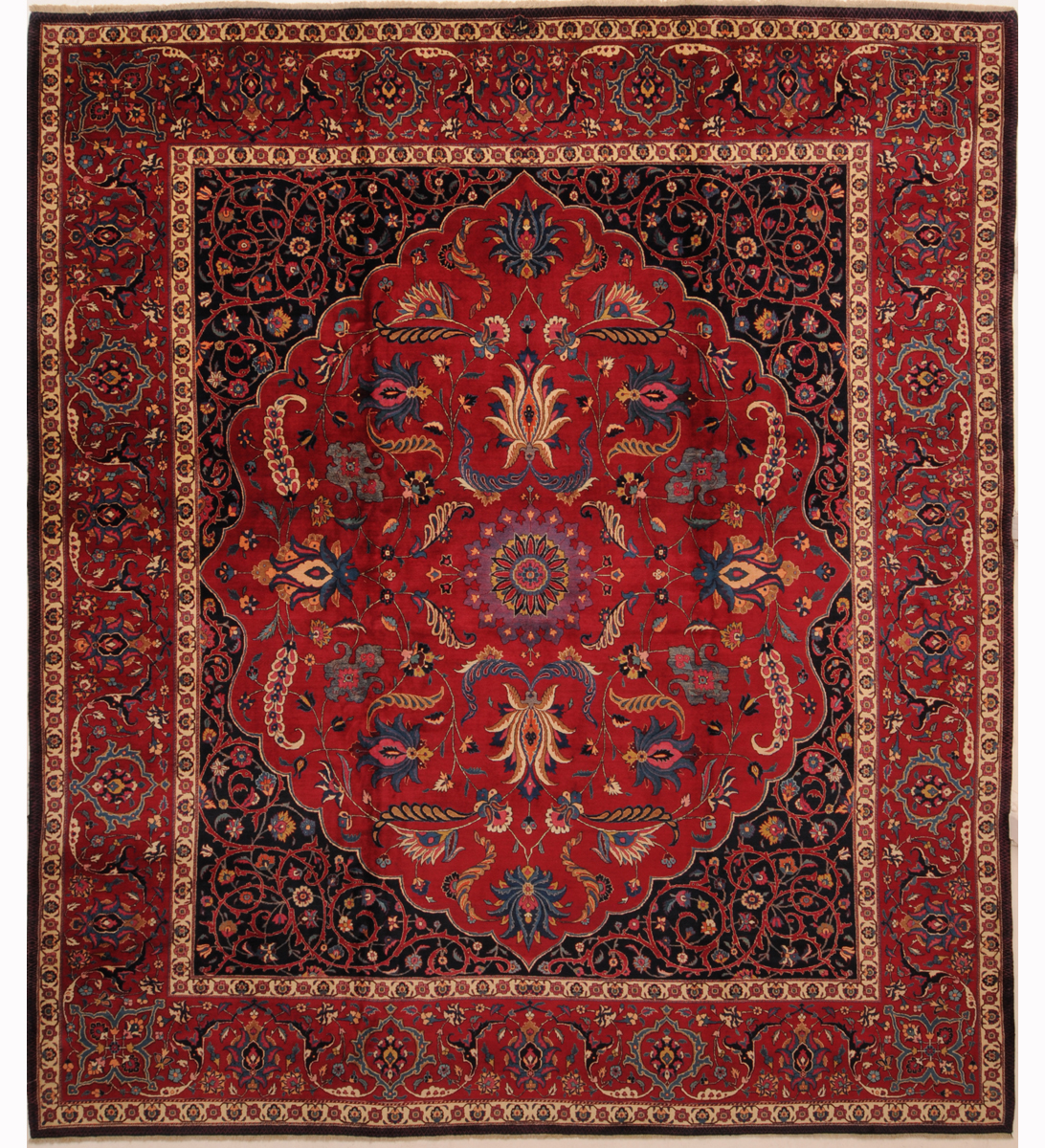
波斯馬什哈德古物地毯

古代波斯文化正如波斯地毯一样绚烂多彩，波斯文化将西方和中亚连接起来，古代中东许多民族都是从属于波斯帝国的。
古代波斯文化一直延续了几千年，现代伊朗、阿富汗、塔吉克斯坦、乌兹别克斯坦、吉尔吉斯斯坦、土库曼斯坦、阿塞拜疆都和波斯文化属于一个系统，格鲁吉亚、亚美尼亚和达吉斯坦历史上也受到波斯文化的很大影响 (e.g. 1) (e.g. 2)

### 古代文化对人类文明的贡献
古代波斯文化曾经对人类文明作出许多贡献， 下面列举的是其中比较重要的：
- （公元前10,000年） - 首先驯养山羊；[8]
- （公元前6000年） - 发明了砖；[9] 考古发现最早的砖在波斯可以追溯到公元前六千年。
- （约公元前5000年） - 发明酿造葡萄酒；由宾夕法尼亚大学在北伊朗考古发现的。[10]
- （公元前5000年）  - 发明了吉他的前身乐器塔尔[11]
- （公元前3000年）  - 种植桃，其拉丁种名 （Prunus persica）来源于波斯；[12]
- 郁金香最早在古代波斯种植；[13]
- （公元前1400年）   - 双陆棋的前身在伊朗东部出现；
- （公元前1400年-前600年） - 琐罗亚斯德教传播；[14] claiming Zoroastrianism as being "the oldest of the revealed credal religions, which has probably had more influence on mankind directly or indirectly, more than any other faith".[15][16]
- （公元前521年） - 发明马球；[17]
- （公元前500年）- 阿契美尼德王朝实行世界最早的税收制度；
- （公元前500年）- 通过波斯御道实行世界最早的邮递制度；[18]
- （公元前500年）- 将驯养鸡引进欧洲；
- （公元前500年）- 再造种植菠菜；
- （公元前400年）-  发明冰窖；
- （公元前500年）- 发明冰淇淋[19]
- （公元700年） - 发明饼干；
- （公元700年） - 发明风磨；[20]
- （公元1000年） -  将纸引进西方；[21]

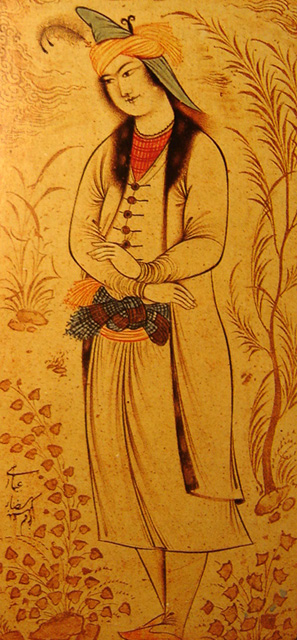
现存柏林博物馆的1620年波斯画家绘画：格鲁吉亚王子穆罕默德-贝克像
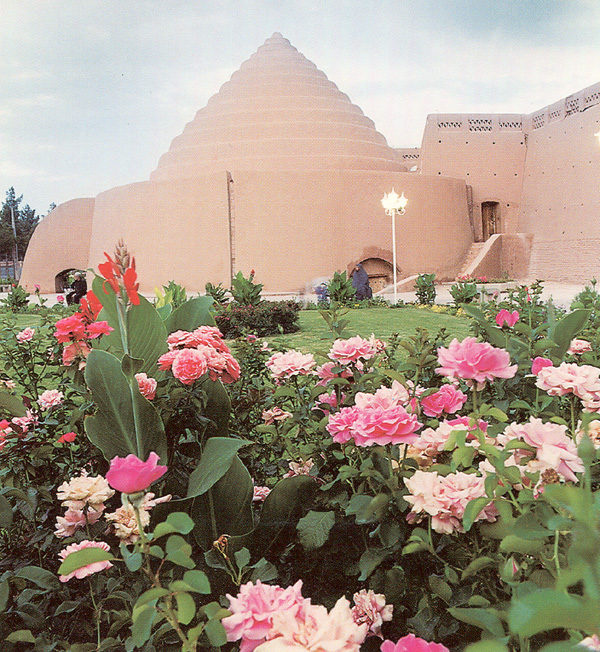
古代冰窖